# AC–130
Az AC–130 a C–130 Hercules közepes teherszállító repülőgép csöves nehézfegyverekkel felszerelt közvetlen légitámogató változata. A sárkányt a Lockheed gyártja, a belső felszereléseket, fegyverzetet pedig a Boeing építi be. Az AC–130A Gunship II a szintén ilyen feladatkörű AC–47 Gunship I kiegészítője, majd leváltója volt a vietnámi háború idején.
Fegyverzete rendszerint a géptörzs bal oldalán lett elhelyezve, így alkalmazásuk során a repülőgép egy enyhe szögű, nagy sugarú balfordulóból hajtja végre a tűzcsapásokat. Ezzel a manőverrel hosszabb ideig tud tűz alatt tartani egy-egy területet, mint a többi, hagyományos repülőgép. Az AC–130H Spectre fegyverzetébe tartozik két 20 mm-es M61 Vulcan gépágyú, egy 40 mm-es Bofors ágyú és egy ágyúvá átalakított 105 mm-es M102 tarack. A módosított AC–130U Spooky-ban egy 25 mm-es GAU–12 Equalizer van a két Vulcan helyén és egy javított tűzvezető rendszer vezérli őket, növelt lőszerjavadalmazással.

## Fejlesztése
A vietnámi háború idején a Hercules teherszállítót választották ki az AC–47 leváltására, mivel a megnövekedett tűzcsapás-igényt és az őrjáratozási idő növelését más típussal nem tudták megoldani. Képesnek kellett lennie a helikoptereknél nagyobb sebességű repülésre és magasabb műveleti magasságra.
1967-ben az Amerikai Légierő az 54–1626 lajstromú JC–130A-t választotta ki az átépítéshez, a Project Gunship II-höz. Az átalakítás a Wright-Patterson Légierő-támaszponton történt a Repülési Rendszerek Részleg (Aeronautical System Division, ASD) területén. Egy nem mozgatható éjszakai kamerát építettek be a mellső ajtóba, továbbá egy korai FLIR tornyot a bal futó elé és a 7,62 mm-es GAU–2/A Minigun géppuskákat mereven a bal oldalhoz kissé lefelé rögzítve. Az analóg tűzvezető számítógépet a RAF ezredese (Wing Commander), Tom Pinkerton építette meg az USAF Avionikai Laboratóriumában a Wright-Pattersonon. A repülési teszteket az Eglin Légierő-támaszponton hajtották végre, későbbi módosításoknak is helyet hagyva. Szeptemberben a repülőgép hadrafogható állapotúnak lett minősítve, AC–130A jelzést kapott és harcászati tesztekre a dél-vietnámi Nha Trang légi támaszpontra repülték egy 90 napos tesztsorozatra. A gépet később kiegészítették az AC–119-el is (Project Gunship III), valamint a C–123-nak is készült légi támogató változata (NC–123K/AC–123K) két példányban. Ezek azonban részben félbe maradtak, az AC–119 viszont 52 gépes sorozatban végül megvalósult.
A következő évben, 1968-ban hét újabb C–130-at építettek át a prototípushoz hasonló felszereléssel (beceneve Plain Jane), egyet pedig átépítettek Surprise Package („Meglepetéscsomag”) felszereléssel. Ez utóbbi a legújabb Vulcan gépágyúkat és egy 40 mm-es Bofors ágyút tartalmazott, azonban nem voltak kishatótávolságú, 7,62 mm-es fegyverei. Ez a gép tesztrepülőként lett alkalmazva az AC–130E avionikai rendszereinek fejlesztésére.
1970-ben újabb AC–130A készült el a Pave Pronto projekt keretében, így összesen kilenc állt szolgálatban. 1971 nyarán a Surprise Package-es gépeket átépítették a Pave Pronto konfigurációra, az átszerelt gépek a Thor becenevet kapták. Ezt követően a PAVE Spectre programban átépített C–130E-k AC–130E jelölést kaptak.
A gépek leggyakoribb hívójele rendszerint a Spectre lett a program nevéből fakadóan.

## Típusváltozatok

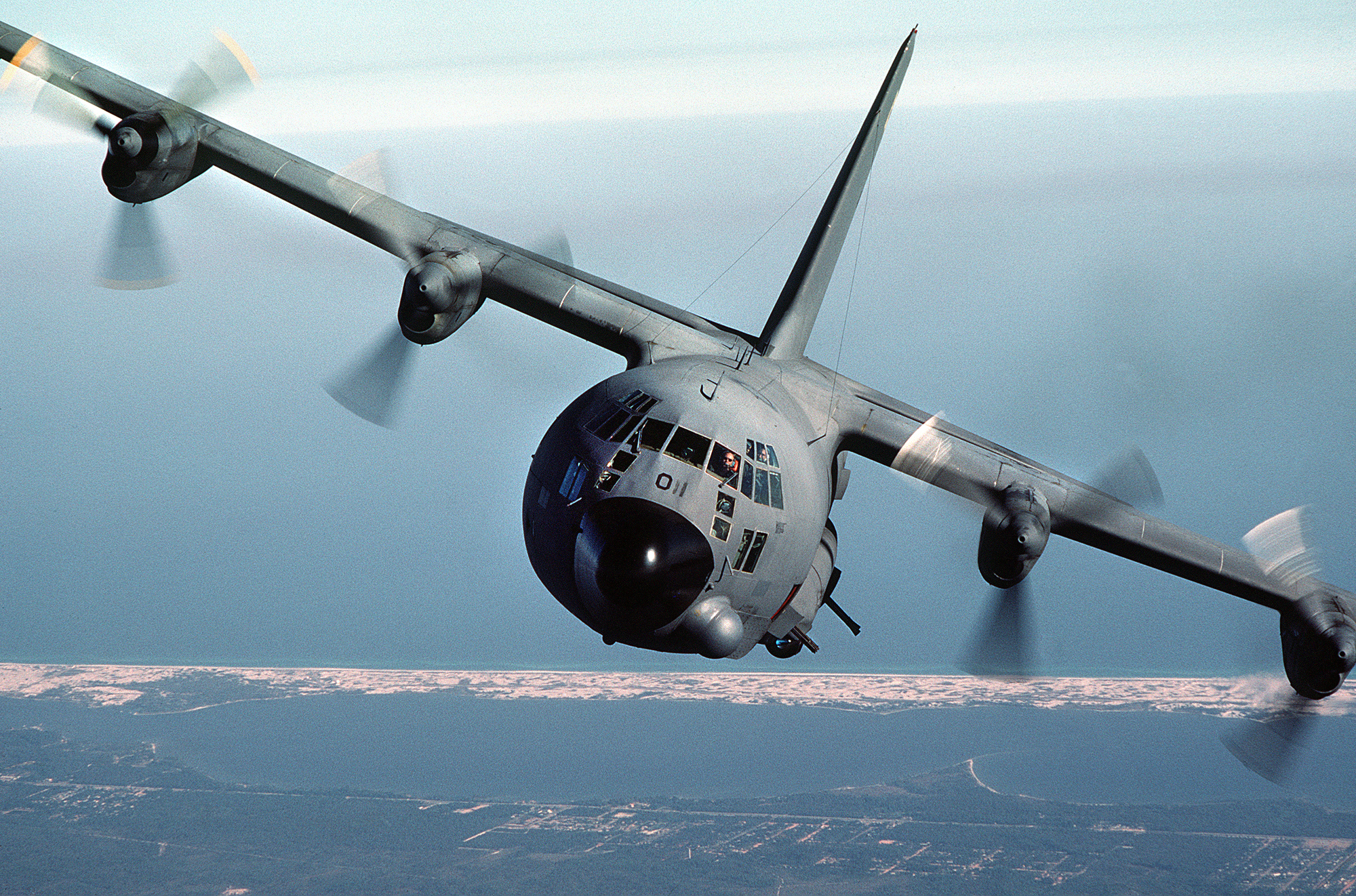
Egy AC–130A bal fordulóban

AC–130A Spectre (Project Gunship II, Surprise Package, Pave Pronto)
Összesen tizenkilenc C–130A lett átalakítva, melyek 1975-ben a Légierő Tartalék állományába kerültek, majd 1995-ben fokozatosan kivonták őket az AC–130U-k szolgálatba állásával.
- ..., 54–1623 (623), 54–1626 (626), 54–1627 (627), – (630; Azrael), – (011), ...

AC–130E Spectre (Pave Spectre, Pave Aegis)
Tizenegy C–130E lett átépítve, majd belőlük tíz AC–130H-vá lett továbbfejlesztve.
- ..., 69–6568 (96568), 69–6569 (96569), 69–6570 (96570), 69–6572 (96572), 69–6573 (96573), 69–6574 (96574), 69–6575 (96575), 69–6577 (96577), 69–6578 (96578), ...

AC–130H Spectre

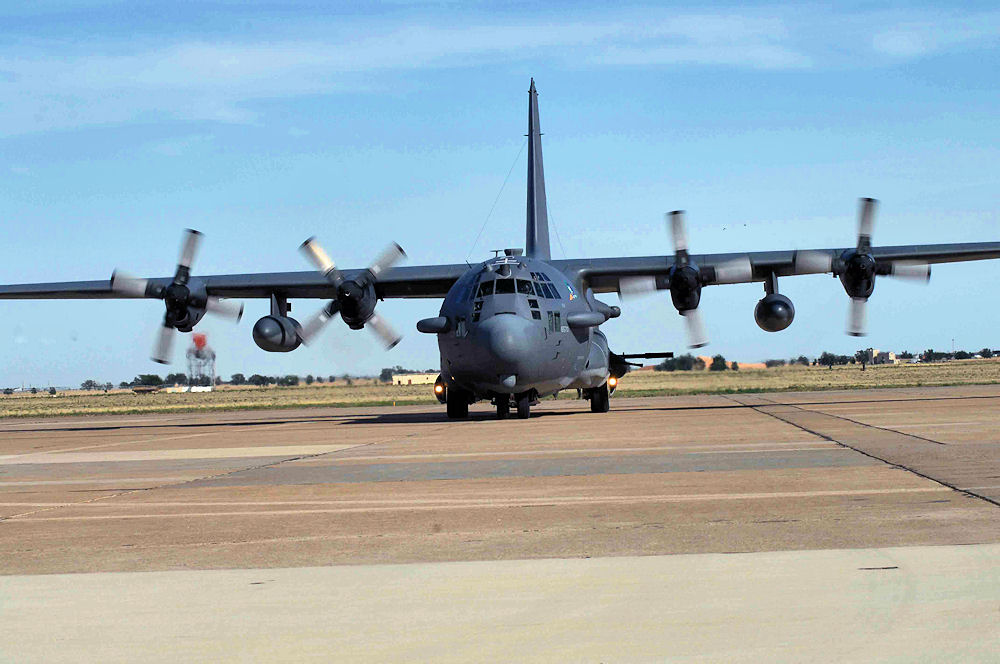
A 69–6570-es AC–130H Spectre. Jól megfigyelhetőek a kétoldali elektronikai gondolák

A bal oldalon nincsenek Vulcan gépágyúk, a kabin alatt-mögött a törzsön kétoldalt egy-egy elektronikai gondola van kialakítva. A tíz átépített AC–130E-ből nyolc aktív.
- 69–6568 (96568), 69–6569 (96569), 69–6570 (96570), 69–6572 (96572), 69–6573 (96573), 69–6574 (96574), 69–6575 (96575), 69–6577 (96577), 69–6578 (96578), ...

AC–130U Spooky II

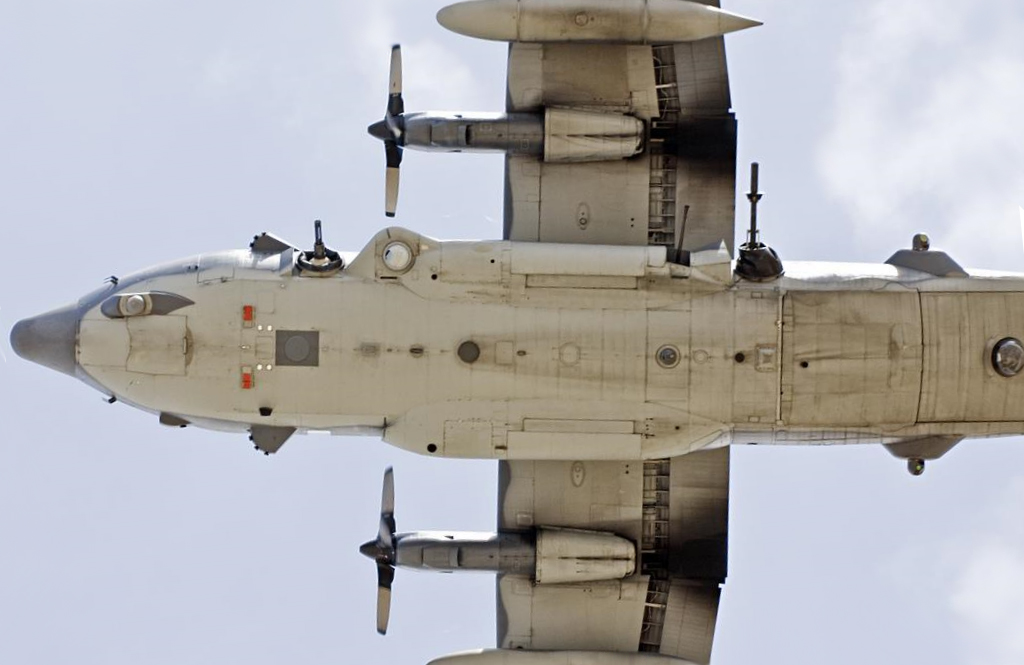
Egy AC–130U Spooky II alulnézetben

A bal oldalon csak egy darab GAU–12 Equalizer, egy darab 40 mm-es Bofors és egy darab M102 van beépítve, viszont elektronikai berendezései a H-tól eltérnek. Tizenhét aktív a USAF-ban. Velük összesen negyvenhét „Spectre” gép épült.
- 87–0128 (70128), 89–0509 (90509), 89–0510 (90510), 89–0511 (90511), 89–0512 (90512), 89–0513 (90513), 89–0514 (90514), 89–1052 (91052), 89–1054 (91054), 90–0163 (00163), 90–0165 (00165), 90–0166 (00166), 92–0253 (20253), ...

AC–130J Ghostrider
Tizenhat gépet terveznek építeni az MC–130J Combat Shadow felhasználásával, leváltva az AC–130H-kat és növelve a flotta nagyságát. 2012 júliusában megkezdték az első Lockheed Martin MC–130J Commando II átépítését AC–130J-vé a Marietta-i üzemben. Ez a típusváltozat a Precision Strike Package-dzsel lesz felszerelve. Ütemtervek szerint a tizenhat géppel 2015-ben érik el a kezdeti műveleti képességüket (Initial Operating Capability).

## Fordítás
- Ez a szócikk részben vagy egészben  a   Lockheed AC-130 című angol Wikipédia-szócikk ezen változatának fordításán alapul.  Az eredeti cikk szerkesztőit annak laptörténete sorolja fel. Ez a jelzés csupán a megfogalmazás eredetét és a szerzői jogokat jelzi, nem szolgál a cikkben szereplő információk forrásmegjelöléseként.

## Külső hivatkozások
- "Gunship History" from the Spectre Association site
- List of AC-130 Gunships on Gunships.org
- AC-130 on GlobalSecurity.org
- "Powerful Gunships Prowl Iraq, and Limits Show" on NPR.org from All Things Considered
- "Gunship Worries". Air Force magazine, July 2009.
- (1977) T.O. 1C-130(A)A-1 Flight Manual USAF Series AC-130A Airplane (Part 1)
- Flight Manual USAF Series AC-130A Airplane (Part 2)